# Elszabadult fenevadak
Az Elszabadult fenevadak (eredeti cím: Primal) 2019-es akció-thriller Nick Powell rendezésében. A főszerepben Nicolas Cage, Famke Janssen, Kevin Durand, LaMonica Garrett és Michael Imperioli látható. A filmet Puerto Ricóban forgatták, és 2019. november 8-án mutatták be az Amerikai Egyesült Államokban. Magyarországon DVD-n jelent meg szinkronizálva 2021. július végén.
Frank vadállatokat fogott a brazil dzsungelben, köztük egy 400 kilós fehér jaguárt. Ugyanazon a hajón szállítja, amelyiken egy letartóztatott bérgyilkos is van. A bérgyilkos kiszabadul és kiengedi az állatokat.

## Cselekmény
Frank Walsh gyakorlott nagyvadvadász, aki ritka és veszélyes fajokra specializálódott. Nemrégiben Brazília esőerdeiben illegálisan fogott el egy rendkívül ritka fehér jaguárt úgy, hogy egy fából készült emelvényen ülve, magasan egy fán elkábította. Asszisztense a helyi babona miatt nem hajlandó segíteni neki az állat elszállításában. Most arra számít, hogy egy vagyonért eladhatja egy állatkertnek. Frank lefoglalja a helyi konténerhajót, hogy a jaguárt más állatokkal együtt az Amerikai Egyesült Államokba szállítsa.
Az amerikai szövetségi rendőrbíróknak azonban szükségük van a hajóra egy hírhedt politikai bérgyilkos és volt különleges ügynök, Richard Loffler szállításához, akit kiadnak, hogy bíróság elé állítsák. Loffler nem szállítható repülővel, mert légnyomás okozta rohamban szenved. Székhez láncolva szállítják egy ketrecben. Dr. Ellen Taylor haditengerész hadnagy a felelős orvos Loffler orvosi ellátásáért. Walsh és Taylor összevesznek, mivel Taylor szerint Walsh arrogáns és becstelen, amit meg is mond neki.
Az Egyesült Államokba vezető úton Loffler megszökik, és veszélyes állatokat, köztük mérges kígyókat enged szabadon (amelyeket Walsh foglyul ejtett), hogy megtámadják fogvatartóit és vérfürdőt okozzanak. A legénység egyik csoportja egy mentőcsónakkal menekül el, Walsh-t, Taylort és többeket a hajón hagyva. Loffler sokakat megöl a fedélzeten, és túszul ejti Taylort és egy Rafael nevű fiatal legénységi tagot, de végül Walsh legyőzi, aki szakértői képességeit felhasználva elfogja őt. Ezután szabadon engedi a nagyra becsült fehér jaguárját, amely megtámadja és megöli Lofflert, míg Walsh megmenti Taylort és Rafaelt a mérges viperától.

## Szereplők
| Szerep           | Színész               | Magyar hang   |
| ---------------- | --------------------- | ------------- |
| Frank Walsh      | Nicolas Cage          | Rátóti Zoltán |
| Dr. Ellen Taylor | Famke Janssen         |               |
| Richard Loffler  | Kevin Durand          | Király Attila |
| John Ringer      | LaMonica Garrett      | Bognár Tamás  |
| Paul Freed       | Michael Imperioli     | Kassai Károly |
| Morales          | Braulio Castillo hijo | Jakab Csaba   |
| Scuddy           | Sewell Whitney        | Forgács Péter |
| Jerome           | Leon Andrew Joseph    | Gacsal Ádám   |
| Szépfiú          | Rey Hernandez         | Dózsa Zoltán  |

- Helyi kislány (Jelinek Éva), papagáj hangja (Szokol Péter)

## Fordítás
- Ez a szócikk részben vagy egészben  a   Primal (2019 film) című angol Wikipédia-szócikk fordításán alapul.  Az eredeti cikk szerkesztőit annak laptörténete sorolja fel. Ez a jelzés csupán a megfogalmazás eredetét és a szerzői jogokat jelzi, nem szolgál a cikkben szereplő információk forrásmegjelöléseként.